# Aldo Serena
Aldo Serena (Montebelluna, 25 de junho de 1960) é um ex-futebolista profissional italiano, que atuava como atacante. Representante de seu país nas Copas do Mundo FIFA de 1986 e de 1990, notabilizou-se por um currículo especial apesar de não ter sido exatamente um jogador de habilidades extraordinárias: está entre os seletos onze jogadores que jogaram nos três principais clubes de seu país - Internazionale, Milan e Juventus (na ordem que os defendeu), sendo inclusive o primeiro a fazê-lo após quase meio século; foi também o primeiro dos dois únicos que jogaram nos dois clubes de Milão (Inter e Milan) e também nos dois de Turim (pois, além da Juve, também esteve no Torino, e com destaque); e está entre os cinco que puderam vencer o campeonato italiano por três equipes diferentes - sendo ele o único a conseguir isso exatamente pelo trio principal.
Integrando elencos dos mais festejados em todos esses clubes, Serena destacou-se em especial na Inter, pela qual esteve em diversas passagens. Foi como nerazzurro que ele foi o artilheiro da edição de 1988-89 da Serie A, conquista bastante especial na história do clube: encerrou nove anos de jejum no torneio, antecedeu outro jejum (de dezessete anos) e envolveu diversos recordes de vitórias, gols e força defensiva. O jogador, porém, apresentou declínio pouco depois da façanha, perdendo o pênalti que eliminou sua seleção no mundial de 1990, sediado pela Azzurra. Centroavante trombador e de bom jogo aéreo, era apelidado de Testina d'Oro ("Testinha de Ouro") pelos frequentes gols de cabeça.

## Carreira em clubes

### Primeiro ciclo na dupla de Milão
Serena começou no Montebelluna, clube de sua cidade natal, de mesmo nome, jogando inicialmente a Serie D. Aos 18 anos, após nove gols marcados, foi levado pela Internazionale, onde figurou inicialmente na reserva de Alessandro Altobelli e de Carlo Muraro. Foi então repassado a alguns clubes da segunda divisão para angariar experiência. No Como, conseguiu o título e o acesso na Serie B, mas sem contribuição efetiva em campo - foram apenas dois gols em dezoito jogos. Assim, ele foi repassado ao Bari, onde conseguiu titularidade. Com dez gols marcados, voltou a chamar a atenção da Inter, que o trouxe de volta em 1981.
Apesar da rodagem, Serena novamente não triunfou de imediato no regresso a Milão, ainda que tenha sido importante no título da Copa da Itália de 1981-82 - foi o autor do único gol do jogo da ida da final, contra o Torino. O empate em 1-1 no segundo deu a taça aos interistas; já no campeonato, marcou somente dois gols, ambos em uma só partida, na derrota de 4-2 sobre a Fiorentina.[carece de fontes?] Em paralelo, o jogador Fulvio Collovati foi convocado e foi campeão na Copa do Mundo FIFA de 1982 mesmo tendo integrado o elenco rebaixado do rival Milan. A diretoria dos dois clubes milaneses, com largo histórico de boas relações e trocas de jogadores, acertou então a ida do laureado Collovati à Inter, em permuta por Giancarlo Pasinato, Nazzareno Canuti e Serena ao clube rossonero.
No Milan, Serena continuou reserva (de Joe Jordan, Giuseppe Incocciatti ou Sergio Battistini), mas teve proeminência maior, marcando oito gols na campanha do título milanista na Serie B. Assim, voltou uma vez mais à Inter. Mesmo retomando a concorrência com Altobelli e Muraro, foi usado mais vezes, marcando outros oito gols na temporada 1983-84. Apesar do desempenho, novamente não permaneceu no clube: o técnico interista Luigi Radice acertou com o Torino e o levou junto, sob novo empréstimo.

### Na dupla de Turim
Serena foi a grande contratação do Torino para a temporada 1984-85, ao lado do brasileiro Júnior. Ambos reuniram-se a Giuseppe Dossena e Walter Schachner, mostrando serviço na campanha vice-campeã dos grenás. Serena foi o artilheiro do elenco, com nove gols. Entre eles, destacaram-se os dois no duelo contra o Napoli de Diego Maradona e o outro que, aos 89 minutos, garantiu a vitória de virada por 2-1 no clássico com a Juventus, gerando catarse na plateia granata. À altura de 2016, aquela temporada seguia como a última vez em que o Toro, treinado pelo mesmo técnico de seu último título italiano (nove anos antes), lutou seriamente pelo título da Serie A. Era apelidado de Testina d'Oro ("Testinha de Ouro") pelos frequentes gols de cabeça.
Foi como jogador do Torino que Serena estreou pela seleção italiana. Apesar de desde a década de 1960 a Juventus gerar com a Internazionale (que ainda detinha o passe do Testina d'Oro) a rivalidade conhecida como Derby D'Italia, as diretorias acertaram a venda de Serena à Juve por 2,8 bilhões de velhas liras mais o passe de Marco Tardelli, tendo os bianconeri se interessado por seu carrasco; embora o elenco juventino houvesse acabado de vencer em paralelo (pela primeira vez) a Liga dos Campeões da UEFA, desfez-se de Paolo Rossi e de Zbigniew Boniek. Serena, curiosamente, foi o último a saber do negócio: estava assistindo a um show de Bruce Springsteen quando foi solicitado que se reunisse com o presidente interista Ernesto Pellegrini, rumando depois a pé à casa deste, onde foi então comunicado.
Na época, Serena tornou-se apenas o quarto jogador a passar por Inter, Milan e Juventus, os três maiores campeões italianos - e o primeiro desde 1949, após Luigi Cevenini, Giuseppe Meazza e Enrico Candiani, grupelho que em 2017 somou seu 11º jogador (Serena foi sucedido por Roberto Baggio, Edgar Davids, Christian Vieri, Patrick Vieira, Zlatan Ibrahimović, Andrea Pirlo e Leonardo Bonucci). Também tornou-se o primeiro a figurar nos dois clubes de Milão e nos dois de Turim, sendo igualado somente por Vieri, em 2006.
Na Juve, Serena conquistou inicialmente o Mundial Interclubes de 1985, em decisão considerada como a de mais alto nível empregada pelos dois times, com o bom elenco do Argentinos Juniors segurando até os minutos finais uma vitória de 2-1. Os italianos empataram e conseguiram o título nos pênaltis, fazendo questão de erguer os troféus com as camisas trocadas dos adversários. A conquista também fez da Juventus a primeira equipe europeia campeã de todos os torneios possíveis até então.
Apoiado por Michel Platini e Michael Laudrup no esquema tático 3-4-2-1 do treinador Giovanni Trapattoni, Serena depois contribuiu para o título italiano da temporada 1985-86, como vice-artilheiro do elenco. Foram onze gols, um a menos que Platini. Dentre os gols, vitimou a vice-campeã Roma e o ex-colegas do Torino, bem como na partida decisiva contra o Lecce. Ao marcar sobre o Toro, tornou-se um dos raros jogadores a marcar por ambos os clubes do Derby della Mole; além dele, somente  Guglielmo Gabetto, Vittorio Sentimenti e Silvio Piola conseguiram o mesmo. Foi convocado à Copa do Mundo FIFA de 1986, mas não chegou a entrar em campo.
Na temporada subsequente, Serena foi o artilheiro do elenco bianconero, com dez gols. Marcou sobre Milan (1-1), no Derby D'Italia com a Inter (derrota de 2-1), no campeão Napoli (idem) e na Roma (2-0). A Juve ficou no vice-campeonato, com três pontos a menos que os napolitanos.[carece de fontes?] O atacante seria então recomprado pela Inter.

### Segundo ciclo na dupla de Milão
O técnico Giovanni Trapattoni, que o treinara na Juventus, havia se transferido à Internazionale e requisitara a contratação de Serena, que assim iniciou sua quarta passagem pela Inter, contratado juntamente com Enzo Scifo. Voltando a ter a concorrência de Alessandro Altobelli, teve uma primeira temporada difícil de regresso, com ambos tendo características similares. Marcou seis gols, ainda que dois servissem para o clube vencer o clássico com a Juventus. A Inter, porém, viu o outro rival, o Milan ser o campeão, terminando apenas na quinta colocação.[carece de fontes?]
A reação interista foi reformular totalmente o seu setor ofensivo. Serena foi justamente a única peça mantida para a temporada seguinte, de 1988-89, quando passou a ser colega de Lothar Matthäus, Ramón Díaz, Nicola Berti e Alessandro Bianchi. Trapattoni dessa vez adotou o esquema 3-5-2, com Serena e Díaz formando a dupla de ataque municiada por Matthäus e pelos alas Bianchi e Andreas Brehme. O clube conseguiu assim um desempenho arrasador com eficiência assustadora. Foram 26 vitórias, seis empates e apenas duas derrotas em 34 jogos, com 67 gols marcados e 19 sofridos - sendo a equipe que mais venceu, a que menos empatou, a que menos perdeu, a que mais fez gols, a que menos sofreu gols, a que mais venceu em casa (invicta, com 15 vitórias e dois empates), a que mais venceu fora de casa (11 vitórias) e a que menos perdeu fora de casa (somente duas vezes).
O título, em pleno auge da Seria A como maior campeonato nacional do mundo, veio com nove pontos de vantagem sobre o vice-campeão em uma época em que a vitória dava apenas dois. No regulamento atual, teriam sido 19 pontos de vantagem, uma façanha ainda mais espetacular ao considerar-se que os 19 pontos foram sobre o Napoli de Maradona e o Milan de Arrigo Sacchi. Aquele elenco campeão ainda marcou época como o que mais fez pontos na história da elite italiana em campeonatos de 18 equipes, quando as vitórias ainda valiam dois pontos: foram 58, superados somente quando as vitórias já passaram a valer três pontos. Na chamada "Inter dos recordes", Serena conseguiu a artilharia daquele torneio, enfim se firmando como jogador nerazzurro.
Foram 22 gols de Serena, de todos os jeitos, embora preferencialmente de cabeça ou com a perna esquerda - dentre, eles sobre Roma (um cada em 2-0 e 3-0 fora de casa no returno), no clássico com o Milan (1-0), nos dois dérbis com a Juventus (ambos em 1-1), no Torino (2-0), na Fiorentina (derrota de 4-3), além de dois em um 6-0 fora de casa sobre o Bologna;[carece de fontes?] esta foi uma das cinco doppiette de Serena naquele campeonato, quantidade que segue recorde para um jogador em uma só temporada na Serie A. Seria o último título italiano interista até a temporada 2005-06. A seguir, Serena também marcou no título da Supercopa da Itália de 1989, no 2-0 sobre a Sampdoria. O clube a seguir decepcionou ao não passar da fase de grupos da Liga dos Campeões da UEFA, terminando a Serie A de 1989-90 na terceira colocação.
Serena, agora em dupla com Jürgen Klinsmann após a venda de Díaz para o Monaco, voltou a ser ofuscado - pois o alemão, tal como Altobelli, tinha característica similares às do Testina. Ele decresceu na temporada 1989-90 para sete gols, um deles no Derby della Madonnina com o Milan e outro em 3-0 na Lazio.[carece de fontes?] Mas foi convocado à Copa do Mundo FIFA de 1990, sediada na Itália. Perdendo o pênalti decisivo para a eliminação italiana, Serena passou de vez à reserva na temporada subsequente, embora ainda fosse utilizado vinte vezes.  O clube não foi páreo para a surpresa Sampdoria no campeonato italiano, ficando na terceira colocação exatamente em função de duas derrotas nos confrontos diretos com os genoveses, mas encerrou jejum continental de 26 anos ao vencer a Copa da UEFA. Nessa campanha, Serena marcou um gol nas quartas-de-final, em vitória por 2-0 no duelo doméstico com a Atalanta, após o 1-1 em Bérgamo, facilitando uma partida que estava difícil. Nas finais, também domésticas (contra a Roma), Serena figurou somente no jogo da ida.
Sem espaço na Inter, o atacante foi renegociado com o vizinho Milan, assumindo sem reclamar um papel de coadjuvante da equipe histórica treinada por Fabio Capello - Serena só entraria em campo quinze vezes na primeira temporada e duas na segunda no regresseo aos rossoneri. Concorria veterano com Marco van Basten, Ruud Gullit, Jean-Pierre Papin, Daniele Massaro e Marco Simone. Mas pôde acrescentar ao currículo mais dois títulos italianos e outro na Supercopa da Itália. O primeiro desses títulos italianos, da temporada 1991-92, foi o primeiro obtido de forma invicta na história da Serie A, e serviu para Serena tornar-se o quarto jogador campeão da elite italiana por três equipes, juntando-se a Giovanni Ferrari, Sergio Gori e Pietro Fanna; posteriormente, seria sucedido somente por Attilio Lombardo. Destes cinco, porém, apenas Serena conseguiu pelos três clubes principais. Após parar de jogar, tornou-se comentarista televisivo.

## Seleção Italiana
Pela Seleção Italiana, disputou os mundiais de 1986, sem entrar em campo,  e 1990. O momento mais marcante da carreira de Serena aconteceu na Copa de 1990. No dia de seu trigésimo aniversário, ele marcou um gol - único dele nas Copas - contra o Uruguai, e saiu de campo às lágrimas. Porém, terminou marcado ao desperdiçar o pênalti que eliminou a Azzurra na semifinal, contra a Argentina. Na ocasião, Serena era obrigado a converter, após Roberto Donadoni também ter desperdiçado.

## Títulos

### Como
- Campeonato Italiano de Futebol - Série B: 1979-80

### Internazionale
- Copa da Itália: 1981-82
- Serie A: 1988–89
- Supercopa da Itália: 1989
- Copa da UEFA: 1990-91

### Milan
- Campeonato Italiano de Futebol - Série B: 1982-83
- Campeonato Italiano de Futebol: 1991-92, 1992-93
- Supercopa da Itália: 1992

### Juventus
- Mundial Interclubes: 1985
- Campeonato Italiano de Futebol: 1985-86

### Individual
- Artilharia do Campeonato Italiano de Futebol: 1988-89